# Metamorfik Wzgórz Strzelińskich
Metamorfik Wzgórz Strzelińskich, metamorfik Wzgórz Strzelińskich i okolic Doboszowic, metamorfik strzeliński – jednostka geologiczna na bloku przedsudeckim (geograficznie na Przedgórzu Sudeckim).
Nowa, proponowana nazwa – masyw gnejsowo-granitowy Strzelina, w skrócie masyw Strzelina. W nazwie tej łączy się dwie różnowiekowe i różnego pochodzenia jednostki – „metamorfik Wzgórz Strzelińskich”, utworzony ze skał metamorficznych prekambru i starszego paleozoiku oraz „masyw strzeliński”, składający się ze skał magmowych – granitoidów wieku górnokarbońskiego.
Metamorfik Wzgórz Strzelińskich od północy i wschodu przykryty jest młodszymi osadami – trzeciorzędowymi i czwartorzędowymi, pod którymi na północy, za linią uskoku środkowej Odry rozpościerają się utwory monokliny przedsudeckiej, a na wschodzie strefy śląsko-morawskiej. Na zachodzie graniczy z metamorfikiem Doboszowic, na południu, za rowem Paczkowa, jego przedłużeniem jest metamorfik wschodniosudecki, będący zarazem okrywą metamorficzną masywu Žulovej.
Zbudowany jest z dwóch, różnowiekowych serii metamorficznych: neoproterozoiczno-późnokanbryjskiej oraz dewońskiej. Pierwsze składają się z łupków łyszczykowych, czasami z fibrolitem, łupków łyszczykowo-grafitowych, gnejsów, paragnejsów, amfibolitów, marmurów i skał wapienno-krzemianowych. Drugie z kwarcytów, kwarcytów skaleniowych, paragnejsów (metazlepieńców i metapiaskowców), metaarkoz, łupków serycytowych, fyllit oraz metatufów skał zasadowych.
W skały metamorficzne intrudowały liczne żyły skał magmowych – granitoidy (granity, granodioryty, tonality) wieku młodopaleozoicznego.
W kilku miejscach przebijają je trzeciorzędowe bazalt.
Utwory powierzchniowe, to regolity, gliny zboczowe, lessy oraz osady rzeczne.
Metamorfik Wzgórz Strzelińskich buduje przede wszystkim Wzgórza Strzelińskie, wkraczając w niewielkim stopniu na sąsiednie jednostki Przedgórza Sudeckiego (m.in. Obniżenia Otmuchowskiego) i Niziny Śląskiej.